# Geelsteelhertenzwam
De geelsteelhertenzwam (Pluteus romellii) is een schimmel die behoort tot de familie Pluteaceae. De zwam is een kosmopolitische soort die vaak wordt aangetroffen op rottend hout. Hij leeft saprotroof op dood hout van loofbomen. Hij is vaak gemeld op populier (Populus), els (Alnus), linde (Tilia) en Fagus, maar komt ook regelmatig voor op de grond. Hij komt het meest voor in bossen op kalkhoudende en/of voedselrijke, veelal vochtige bodems. Vruchtlichamen komen voor van mei tot november.

## Kenmerken
Hoed
De hoed heeft een diameter van 1,5 tot 5 cm. De vorm is halfbolvormig bij jonge exemplaren, spreidend met de leeftijd, plat convex en zelfs concaaf als ze volwassen zijn. Het oppervlak is bruin met verschillende intensiteit, met een citroen- of ombertint, licht glanzend, mat, in het midden geaderd of ruw. De hoedrand is dun, soms golvend of licht geaderd.
Lamellen
De lamellen staan vrij dicht op elkaar. De kleur is aanvankelijk geel, dan roze en roze-zalm. De lamelsnede is van gelijke kleur.
Steel
De steel heeft een hoogte van 2 tot 8 cm en een dikte van 0,2 tot 0,5 cm. De steel is cilindrisch, soms met een verdikte basis, aanvankelijk vol, daarna hol. Het oppervlak van jonge exemplaren is wit en zijdeachtig gestreept, de onderkant is citroengeel en oudere exemplaren is het helemaal citroen. Er is geen ring aanwezig.
Vlees
Het vlees is wit-crème, indien vochtig met een aquamarijn of geelgrijze tint, met een ongedefinieerde geur en geen uitgesproken smaak.
Sporenprint
De sporenprint is zalmroze van kleur. 

### Microscopische kenmerken
De sporen zijn breed ellipsvormig, soms smal ellipsvormig of bolvormig, inamyloïde, hyaliene in KOH en meten 5–7 × 5–6 µm. Cheilocystidia zijn omgekeerd peervormig, knotsvormig of flodderig, kleurloos, kort en halsuitgesneden en meten 25–60 × 10–30 µm. De pleurocystidia zijn kleurloos, breed knotsvormig met een korte hals en meten 30-60 × 18-21 µm. De hyfen van de hoedhuid vormen een laag. Hun apicale elementen zijn meestal bolvormig, zelden langwerpig en meten 30-50 × 15-30 µm. Ze hebben allemaal een bruine kleur.

## Verspreiding
De geelsteelhertenzwam komt voor in Noord-Amerika, Europa, Japan en Australië. In Nederland komt hij algemeen voor. Hij staat niet op de rode lijst en is niet bedreigd.

## Foto's

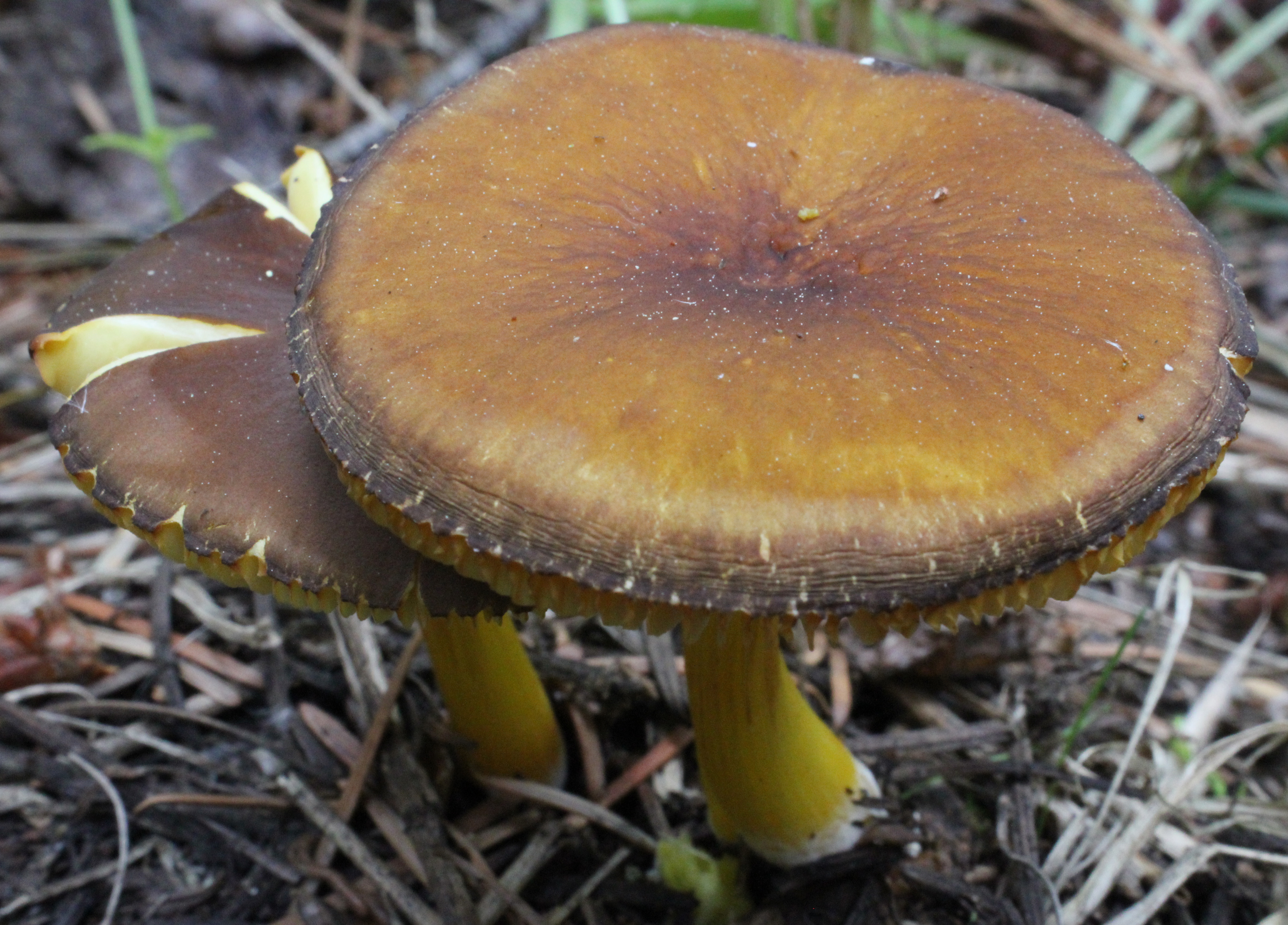
Hoed
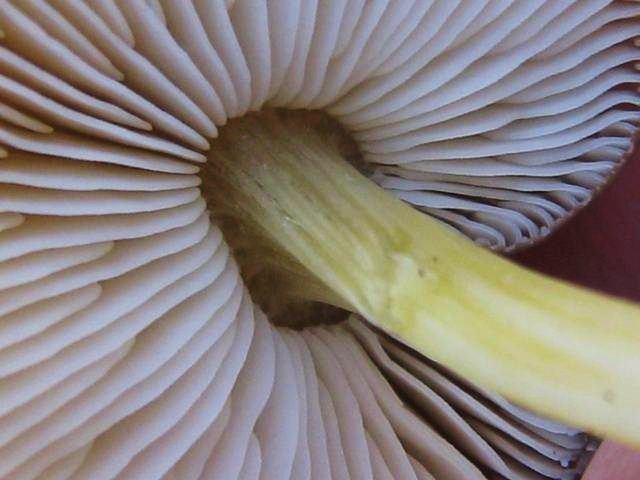
Lamellen
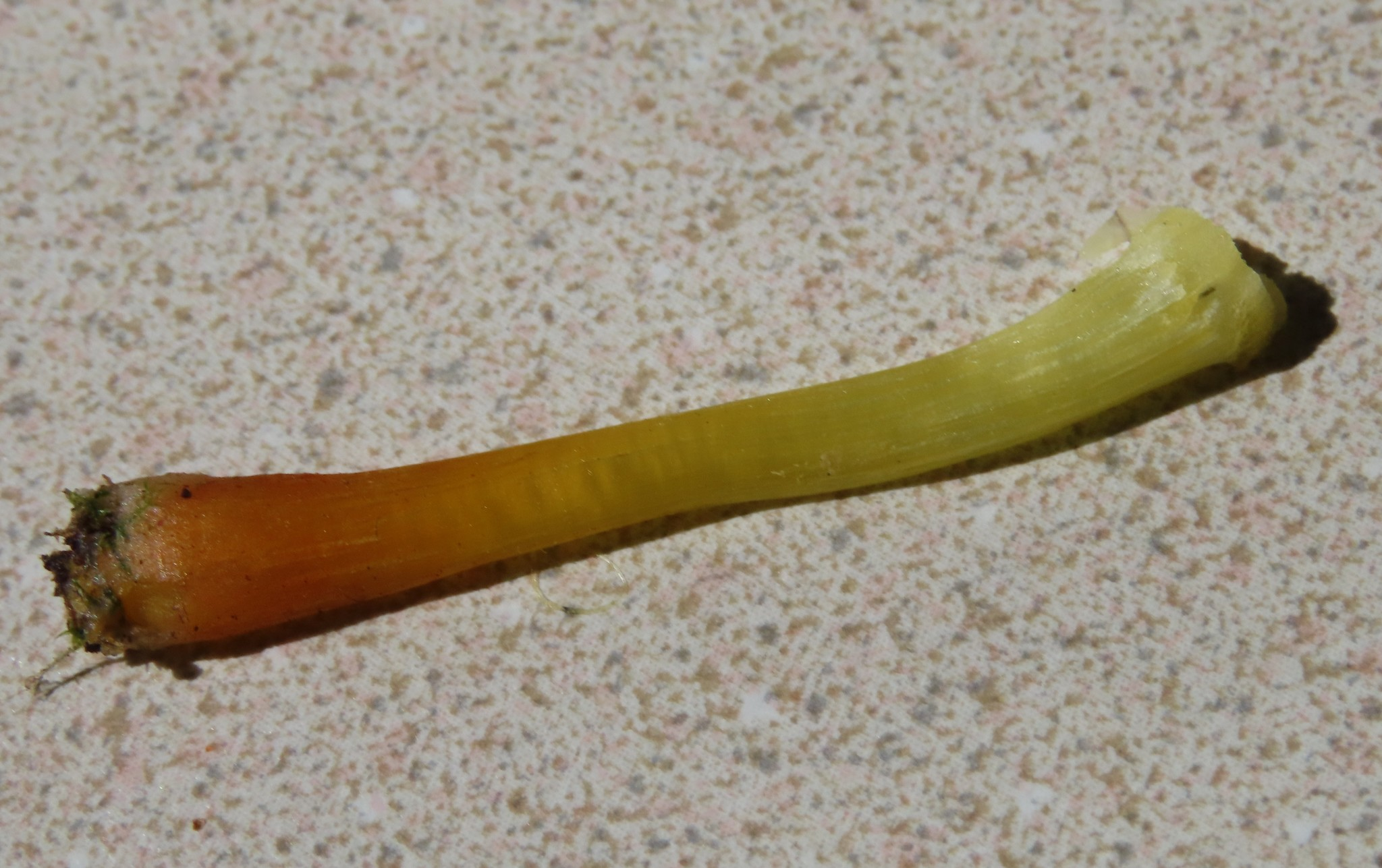
Steel
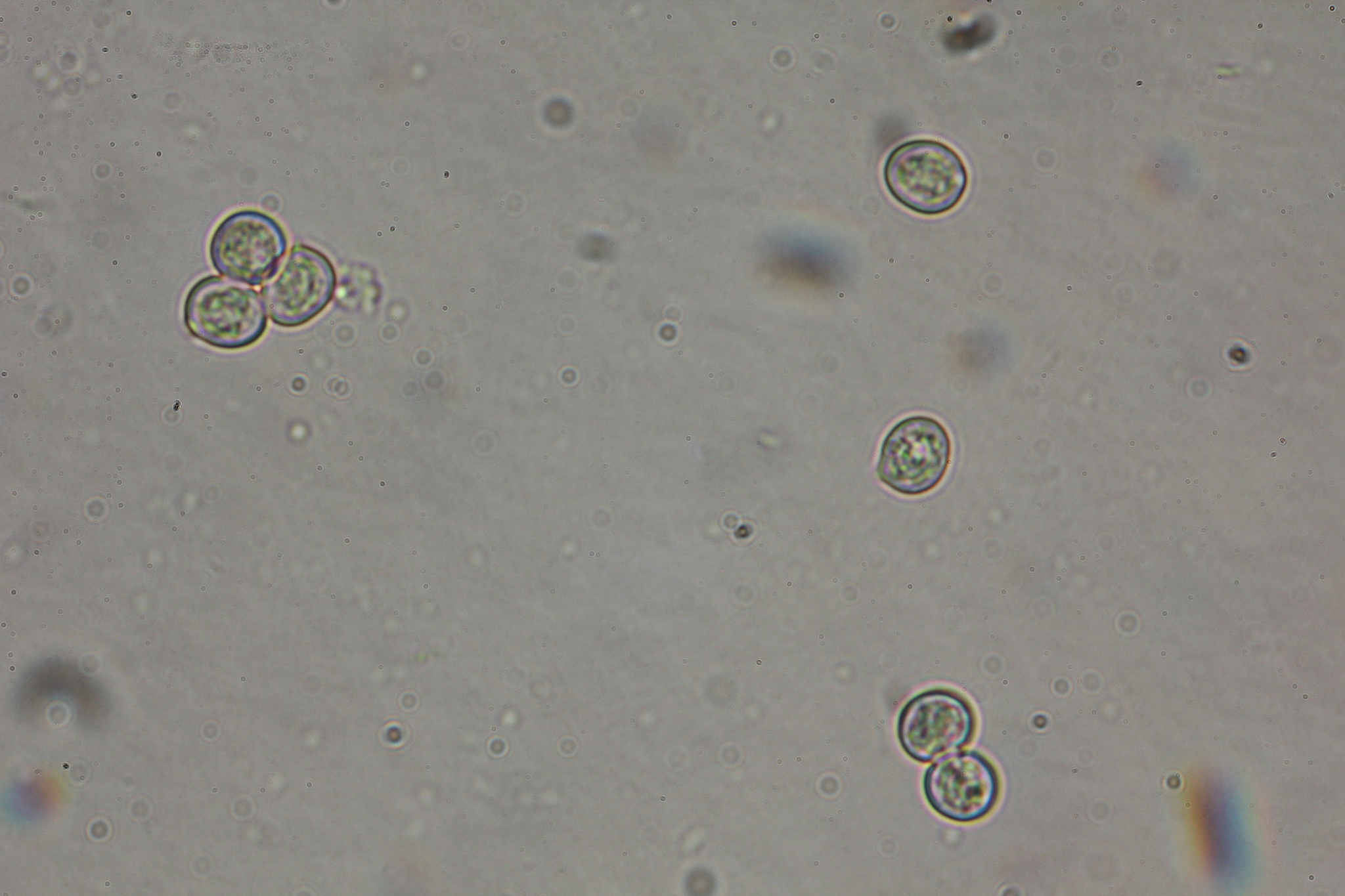
Sporen